# 도콜로구
도콜로구(Dokolo)는 우간다 중북부에 위치한 구로, 행정 중심지는 도콜로이며 인구는 131,047명(2002년 인구 조사 기준)이다.
행정 구역상으로는 북부 주에 속하며 1개 군(도콜로 군)을 관할한다. 남서쪽으로는 크와니아 호를 경계로 아몰라타르 구와 인접해 있고 서쪽으로는 아파크 구, 남동쪽으로는 카베라마이도 구와 접한다.

## 같이 보기
- 우간다의 행정 구역